# Marry Teeuwen-de Jong
Marry Teeuwen-de Jong (Alblasserdam, 1 mei 1945) is een Nederlands beeldhouwster. In de Nederlandse publieke ruimte zijn een aantal werken van haar terug te vinden.

## Werken (selectie)
- Zitboek (1978), Dordrecht
- Doorbroken water (1981), Dordrecht
- Gedeelde piramide (1981), Zwijndrecht
- Wig (1995), Zwijndrecht
- De vier windstreken (2000), Alblasserdam
- Wiggen (2006), Alblasserdam
- Gedeelde vierkanten (2010), Alblasserdam

## Fotogalerij

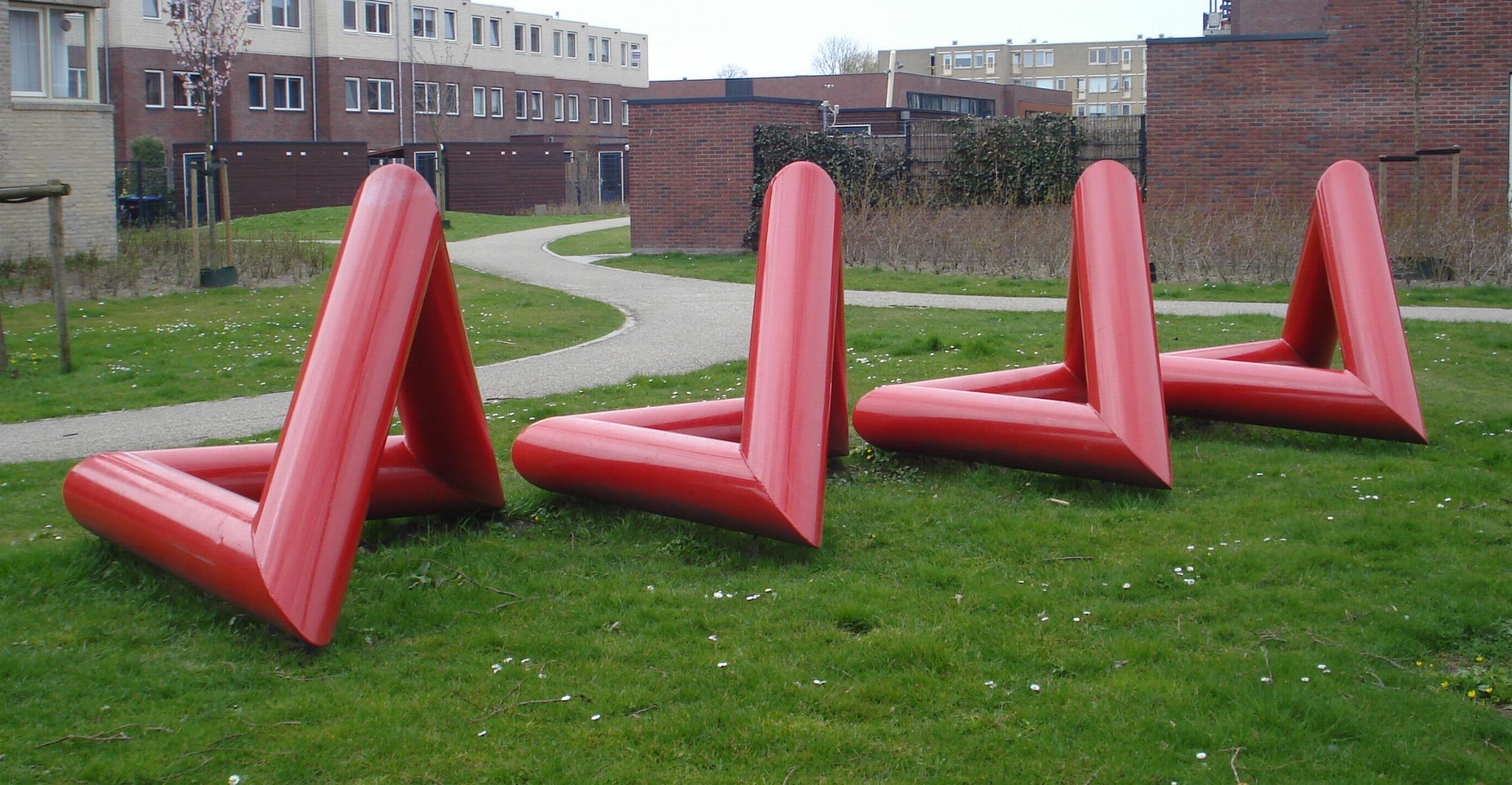
Alblasserdam
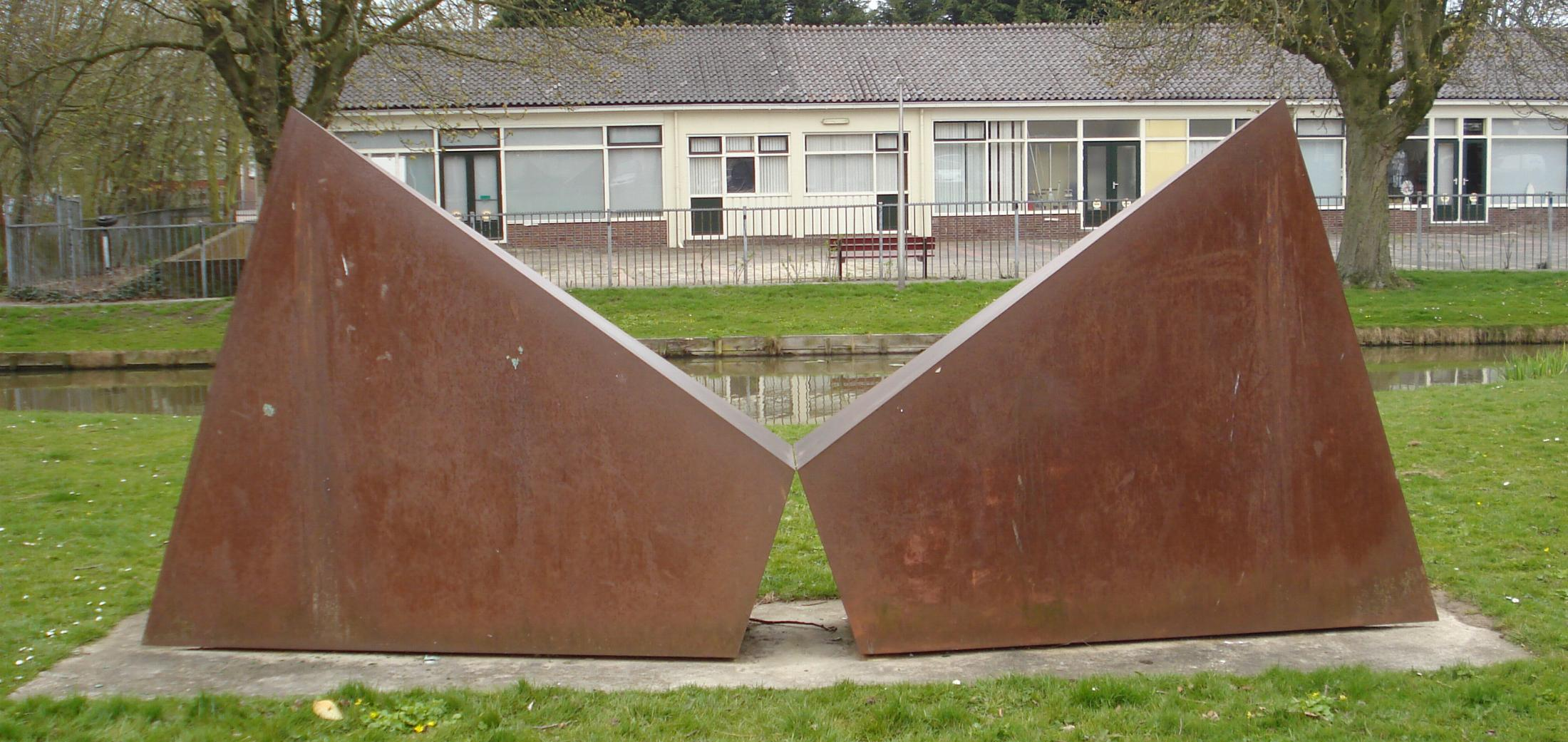
Alblasserdam
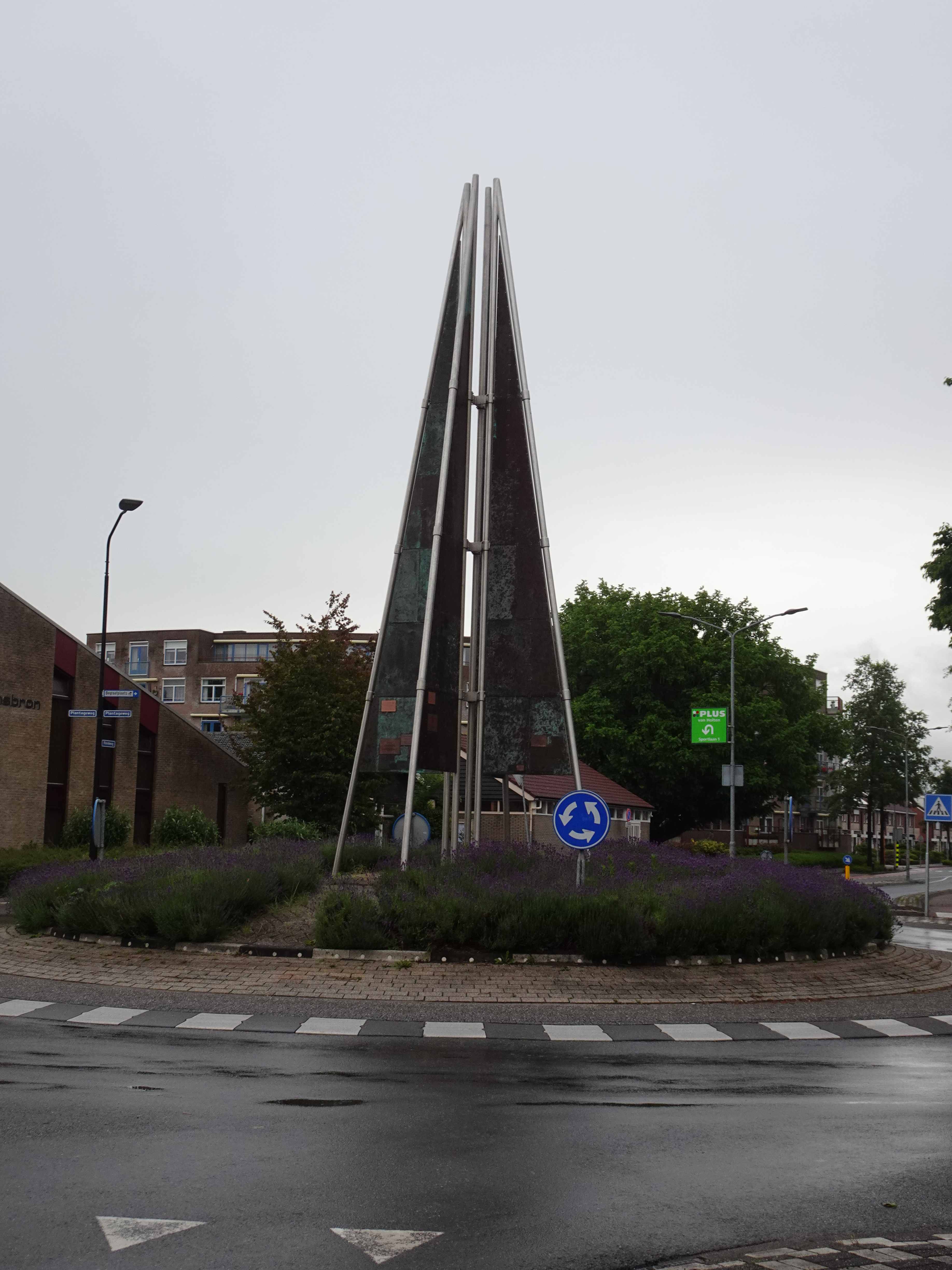
Alblasserdam
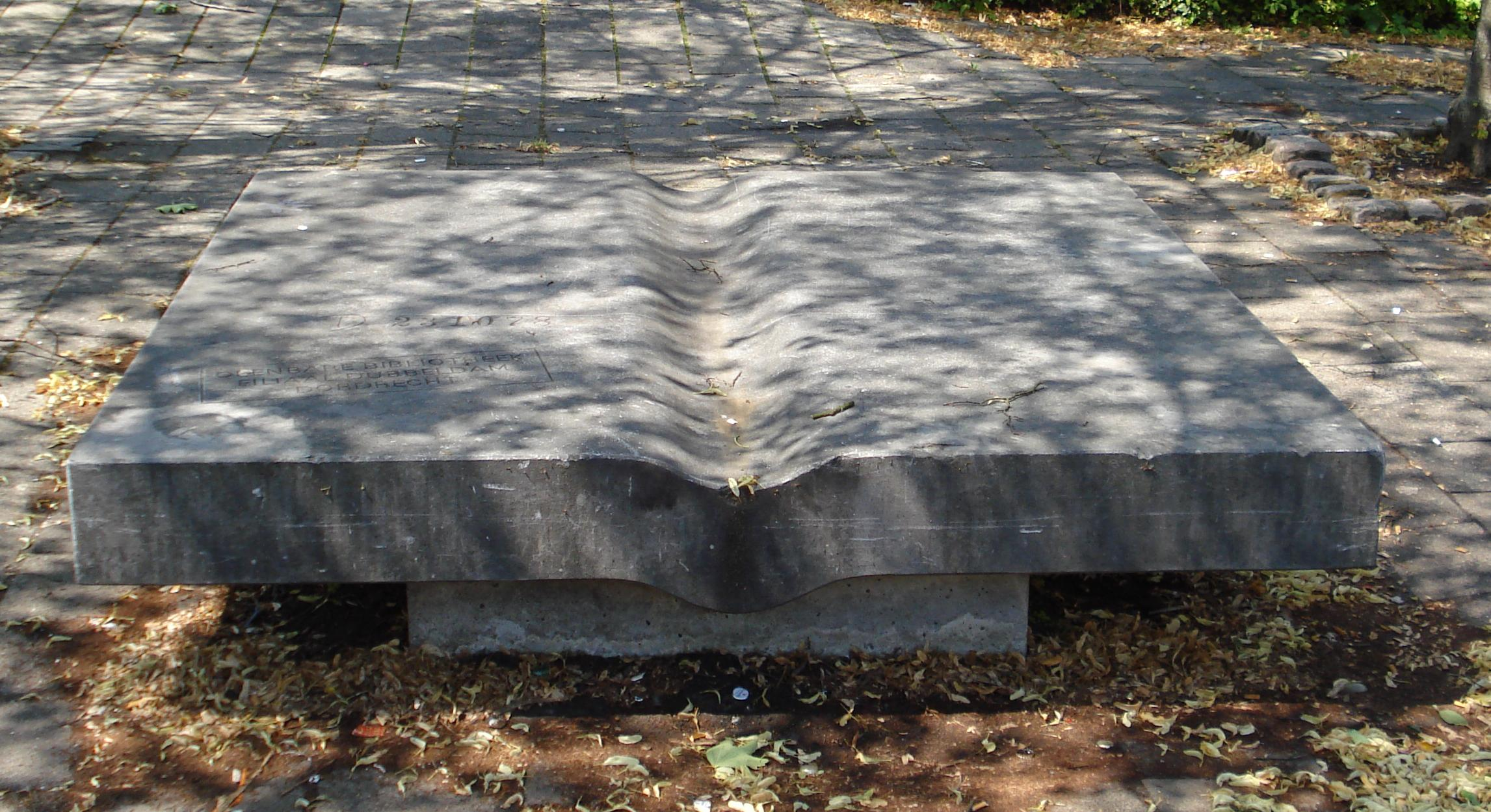
Dordrecht
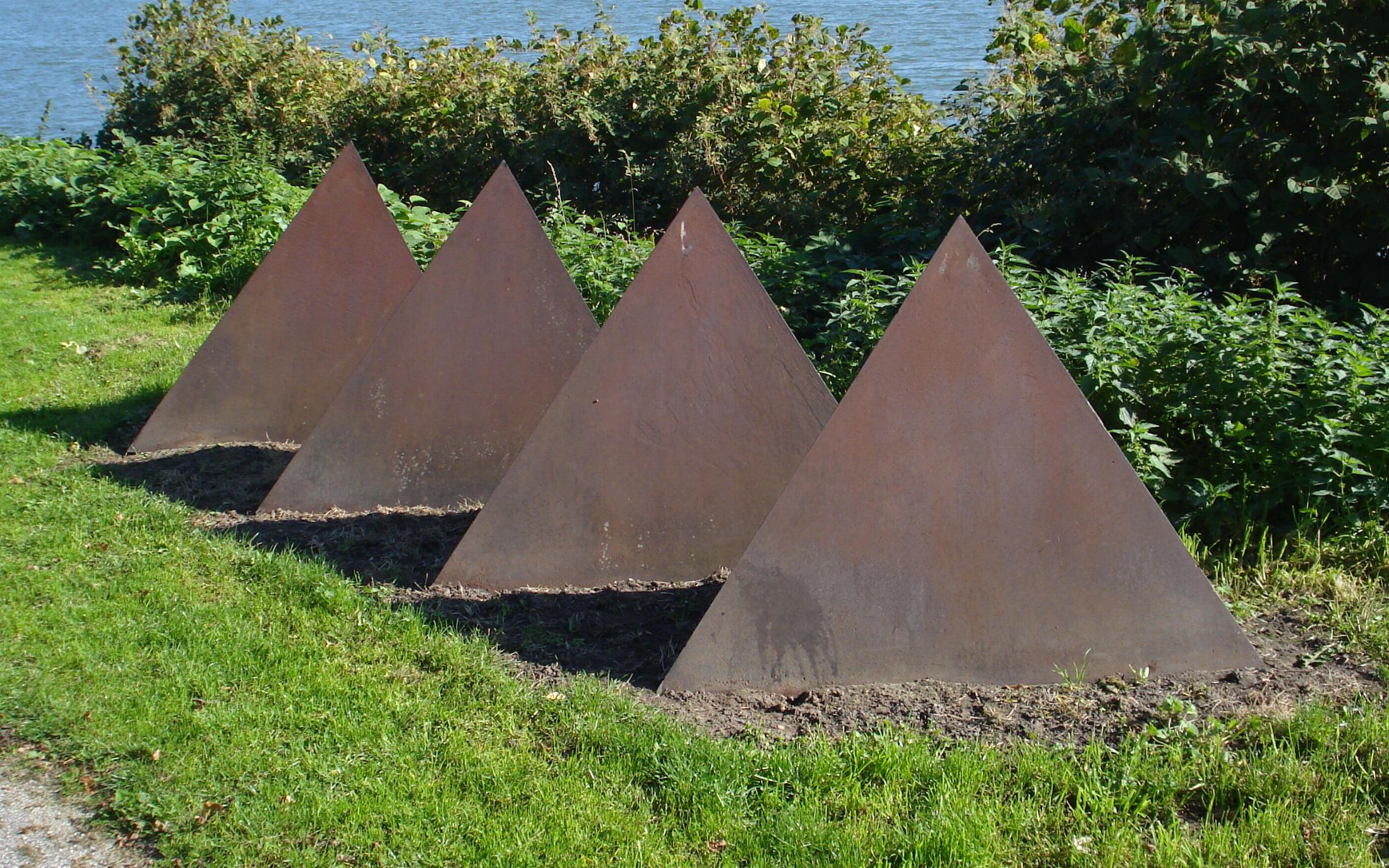
Zwijndrecht
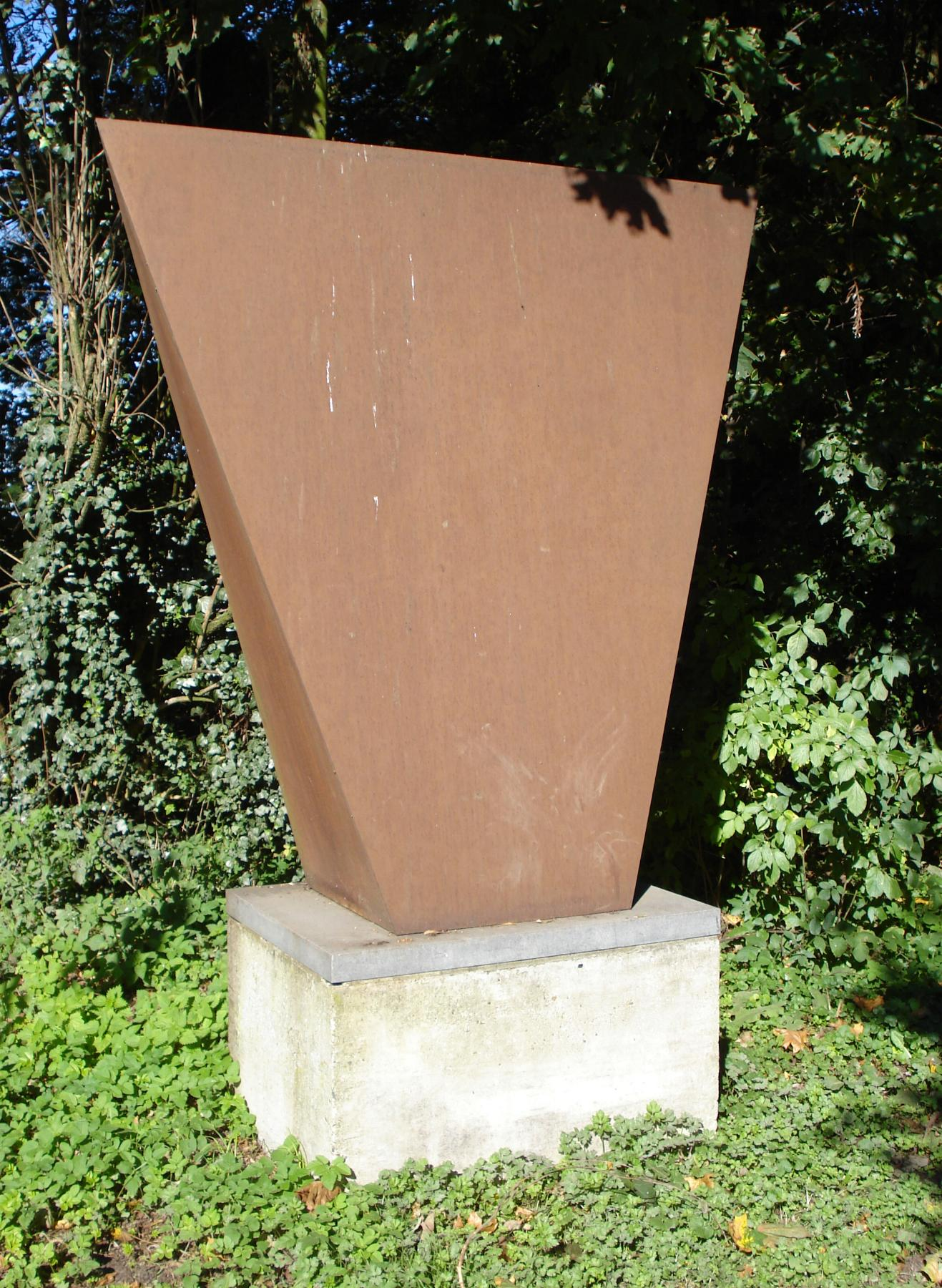
Zwijndrecht
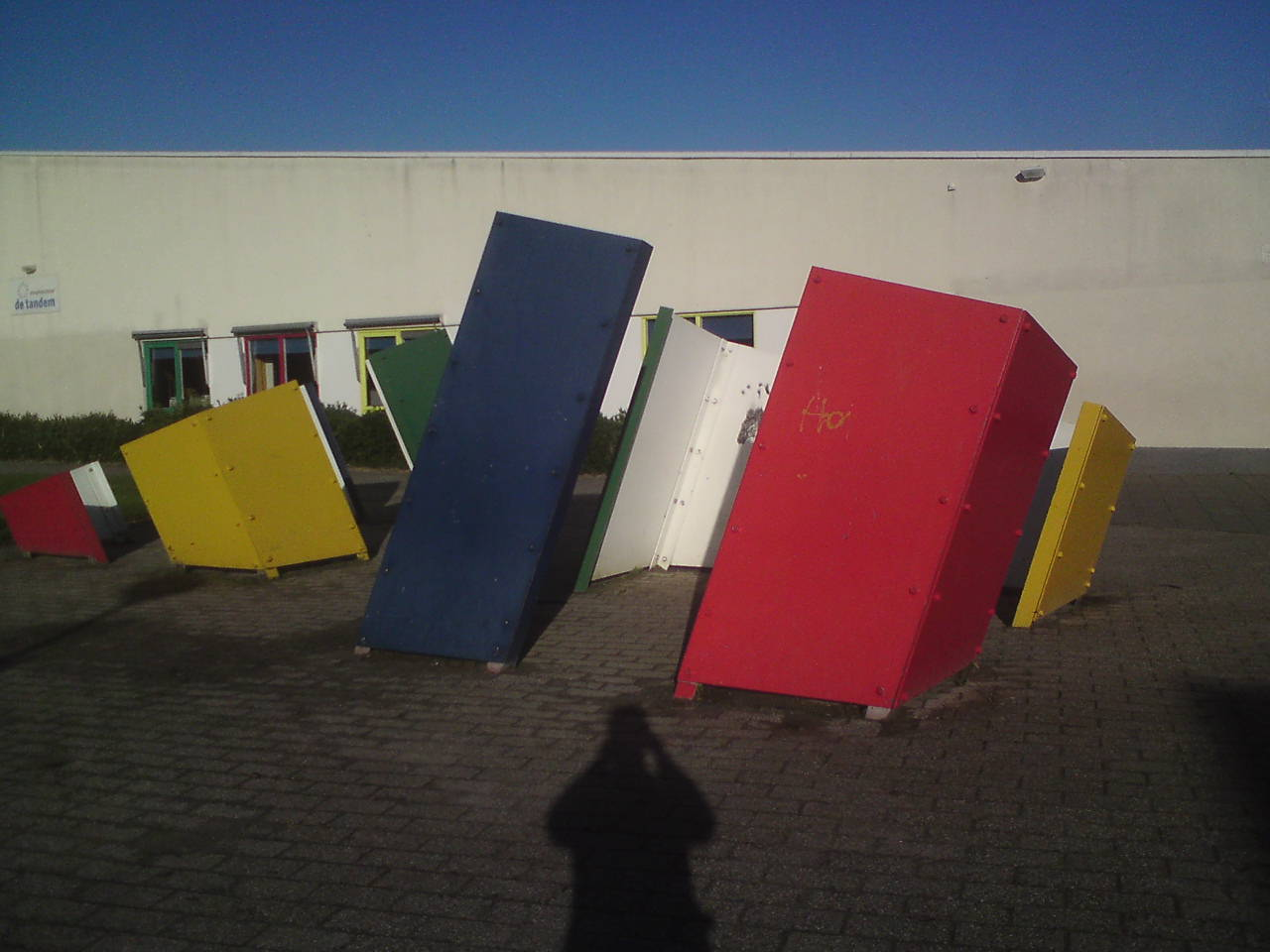
Kersenboogerd, Hoorn